# Olla Barrejada
Olla Barrejada és un grup d'havaneres, format a La Secuita, Tarragonès, l'any 1983, per en Joaquim Celma, antic alcalde del municipi en aquells anys. És el grup en actiu més antic de la demarcació de Tarragona. Està format per quatre components, tots nascuts al Camp de Tarragona, i la banda la integren l'acordió, la guitarra, el baix i la veu. L'any 2018, amb més de 1.500 cantades d'havaneres per tot el territori de parla catalana, havia aconseguit el reconeixement de ser un dels grups més prestigiosos del país. Després que l'any 2000, el grup es va reestructurar, dels antics membres només en va quedar Rafel Molné, baríton de Constantí. A aquest veterà del gènere l'han acompanyat cinc amants més de l'havanera: el tenor Josep Domingo, de Bràfim; el guitarrista Anton Cabré, de Riudecols; el tenor Joan Iscle, de Castellar del Vallès, el baríton Andreu Ferré, de Reus, i l'acordionista Maria Teresa Magrinyà, també de Reus, que és la directora del grup. El 2019, Josep Domingo i Joan Iscle s'havien despenjat del grup, i s'hi afegí Àngel Jiménez, tenor de Bellmunt del Priorat. Entre les cançons que han interpretat més vegades hi ha El meu avi i La bella Lola.